# Список послов России в Черногории
В статье представлен список послов России в Черногории.

## Хронология дипломатических отношений
- 1878 г. — установлены дипломатические отношения на уровне миссий.
- 1917 г. — дипломатические отношения прекращены после Октябрьской революции.
- 26 июня 2006 г. — установлены дипломатические отношения на уровне посольств.

## Список послов
| Срок полномочий                   | Посол                               | Годы жизни | Вручение верительных грамот | Комментарии                  |
| --------------------------------- | ----------------------------------- | ---------- | --------------------------- | ---------------------------- |
| Российская империя                |                                     |            |                             |                              |
| 1805—1806                         | Марк Константинович Ивелич          | 1751—1825  |                             | Со специальной миссией       |
| 1805—1808                         | Степан Андреевич Санковский         | 1750—1818  |                             | С особым поручением          |
| 13 июня 1858 — 14 января 1859     | Александр Георгиевич Влангали       | 1823—1908  |                             | С особым поручением          |
| 12 августа 1878 — 2 июля 1883     | Александр Семёнович Ионин           | 1837—1900  |                             | Министр-резидент             |
| 2 июля 1883 — 26 февраля 1884     | Александр Иванович Кояндер          | 1846—1910  |                             | Министр-резидент             |
| 3 июля 1884 — 1 июля 1897         | Кимон Эммануилович Аргиропуло       | 1842—1918  |                             | Министр-резидент             |
| 5 июля 1897 — 8 октября 1900      | Константин Аркадьевич Губастов      | 1845—1919  |                             | Министр-резидент             |
| 27 ноября 1900 — 8 августа 1902   | Пётр Михайлович Власов              | 1850—1904  |                             | Министр-резидент             |
| 16 августа 1902 — 7 января 1905   | Андрей Николаевич Щеглов            | 1857—?     |                             | Министр-резидент             |
| Январь — май 1905                 | Юрий Яковлевич Соловьёв             | 1871—1934  |                             | Поверенный в делах           |
| 21 января 1905 — 31 декабря 1909  | Пётр Васильевич Максимов            | 1852—1915  |                             | Министр-резидент             |
| 1909—1910                         | Николай Николаевич Дьяченко         |            |                             | Поверенный в делах           |
| 31 декабря 1909 — 25 мая 1912     | Сергей Васильевич Арсеньев          | 1854—1922  |                             | Посланник                    |
| 1912 — 21 августа 1915            | Александр Александрович Гирс        | 1850—1923  |                             | Министр-резидент             |
| 1916                              | Николай Александрович Обнорский     |            |                             | Поверенный в делах           |
| 1916—1917                         | Лев Владимирович Иславин            | 1866—1934  |                             | Посланник                    |
| Российская Федерация              |                                     |            |                             |                              |
| 29 января 2007 — 30 марта 2011    | Яков Фёдорович Герасимов            | род. 1946  |                             |                              |
| 30 марта 2011 — 30 июня 2015      | Андрей Алексеевич Нестеренко        | род. 1955  |                             |                              |
| 30 июня 2015 — 1 июля 2019        | Сергей Николаевич Грицай            | род. 1963  |                             |                              |
| 1 июля 2019 — 12 сентября 2024    | Владислав Владиславович Масленников | род. 1969  | 9 сентября 2019             |                              |
| 12 сентября 2024 — 10 апреля 2025 | Пётр Александрович Свирин           | род. 1980  |                             | Временный поверенный в делах |
| 10 апреля 2025 — настоящее время  | Александр Петрович Лукашик          | род. 1959  | 9 июня 2025                 |                              |